# CLOCK
El gen Clock (de sus siglas en inglés "Circadian Locomotor Output Cycles Kaput") codifica una proteína implicada en la regulación de los ritmos circadianos y fue identificado por el grupo de Joseph Takahashi en 1997. La proteína CLOCK parece afectar tanto la persistencia como la duración de los ciclos circadianos. CLOCK es un factor de transcripción con un motivo hélice-bucle-hélice capaz de dimerizar in vivo con la proteína BMAL-1 y así transactivar la expresión de los genes Period y Timeless en Drosophila mediante su unión a las secuencias E-box de sus promotores. El complejo BMAL1-CLOCK también regula los genes del criptocromo (como Cry1 y Cry2) y los genes Period (como Per1, Per2 y Per3) en mamíferos. Este complejo BMAL1-CLOCK es a su vez regulado por la expresión de los genes Per y Cry.
Se ha descrito un polimorfismo en el gen Clock (rs6832769) que podría estar relacionado con el rasgo de la personalidad que permite ser agradable y complaciente.

## Interacciones
La proteína CLOCK ha demostrado ser capaz de interaccionar con el receptor alfa de ácido retinoico, con el factor de transcripción ARNTL y con el receptor X de ácido retinoico.